# WMC-TV
WMC-TV（チャンネル5）は、アメリカ・テネシー州メンフィスにあるテレビ局で、NBCと提携し、グレイ・テレビジョンが所有している。スタジオはメンフィスのミッドタウンのユニオン・アベニューにあり、送信所は同州バートレット郊外近くのメンフィス北東部にある。

## 歴史
1948年11月13日にWMCTとして開局し、最初はVHFチャンネル4で送信していた。WMCTは、テネシー州で最初のテレビ局でもあった。この最初の送信は、テネシー州で最初のフットボールの試合（テネシー対オレミスのクランプ・スタジアムでの10回戦）が放映されたのと同時期だった。WMCTの毎日の番組編成は1948年12月11日に始まった。WMCTは元々、メンフィスのダウンタウンにあるグッドウィン・インスティテュート・ビルディング内にあるスタジオから放送されていた。同市の朝刊「ザ・コマーシャル・アピール」、夕刊「メンフィス・プレス＝シミター」、WMCラジオ（790 AM）、WMCF（99.7 FM）と共に、E・W・スクリップス・カンパニーが所有していた。メンフィスで最初の数年間運営された唯一のテレビ局として、WMCTは、当時の4つの全国ネットワーク全て（NBC、CBS、ABC、現在は廃止されたデュモン・テレビジョン・ネットワーク）から番組を放送した。しかし、WMCラジオがNBCレッド・ネットワークと長年提携していたため、NBCを主要な系列として採用した。WHBQ-TV（チャンネル13）が1953年9月に開局した際、CBS番組を失ったが、WREC-TV（チャンネル3、現：WREG-TV）がABC系列をフルタイムで引き継ぐWHBQとのフルタイムCBS系列として立ち上げられた、1956年1月までWHBQとABC番組を共有し続けた。デュモン・テレビジョン・ネットワークが1956年に運用を終了した際、同ネットワークを廃局した。1950年代後半、同局はNTAフィルム・ネットワークとも一時的に提携していた。
同じくチャンネル4でナッシュビルにあるNBC系列の仲間であるWSM-TV（現：姉妹局WSMV）との同一チャンネル干渉のため、1952年11月23日にVHFチャンネル5に移動したが、1954年に同局が開局した時、これはWMCTを別のナッシュビルの放送局であるWLAC-TV（現：WTVF）にショートスペースのままにした。少なくとも1950年代以降、WMC-TVのロゴには、同局がサービスを提供するミシシッピ川地域のシンボルである川船のイラストが含まれている。その時以来、ニュース番組は川船の笛で始まり、その元AM姉妹局は、1930年代から1990年代にかけてホイッスルをサウンダーとして使用していた。1960年代には「The Showplace of the South」として知られていた。1967年1月1日にコールサインから「T」を削除した（同時に「-TV」接尾辞を付けた）（共同所有のFM局も同様に1960年にコールサインをWMCFからWMC-FMに変更した）。また、1967年には、20年以上にわたって使用され、5ドル紙幣に見られる数字の書体に似た「5」ロゴの使用を開始した。

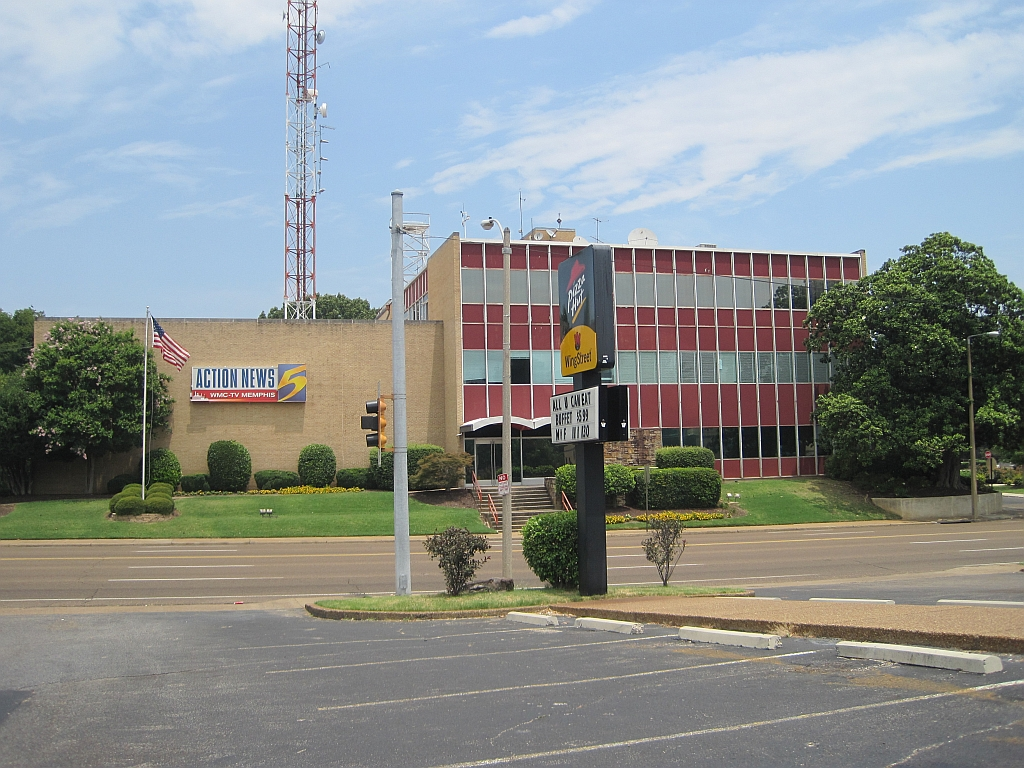
ユニオン・アベニュー1960番地にあるWMC-TVの現在のスタジオとオフィス。

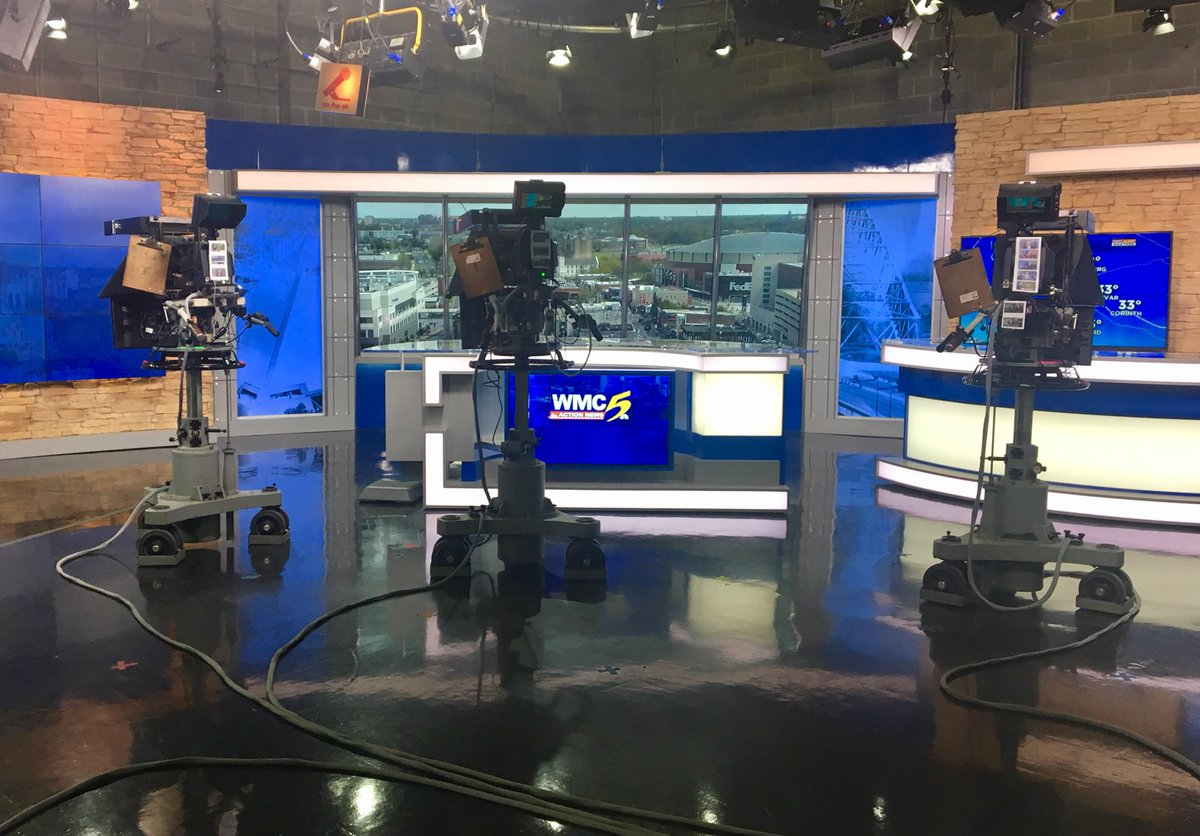
アンカーデスク

WMC-TVは、1959年にメンフィスのミッドタウンにあるユニオン・アベニュー1960番地にある現在の場所に移転し、コメディアンのジョージ・ゴベルがホストを務める放送で祝われた。1960年に、ジョン・F・ケネディとリチャード・ニクソンが大統領選挙運動のためにメンフィスを訪れ、WMCは双方の生中継を放送した。マーティン・ルーサー・キング・ジュニアが1968年に暗殺の舞台となった衛生労働者のストライキを支援するためにメンフィスに来た際、当時のWMCゼネラルマネージャーであるモリ・グレイナー（Mori Greiner）は、コミュニティの人種的癒しを促進するために、『40%スピークス（The 40% Speaks）』と呼ばれる前例のない番組を確立した。ローカルのテレビで実際の統合が殆ど行われていなかったという奇妙な例では、同番組の最初のホストは、彼自身が白人であったニュースキャスターのデイブ・パターソンだった。パターソンがWMC-TVを退職した際、後任はメンフィス州立大学、現在はメンフィス大学の白人教授だった。
長年の堅実な運営の後、スクリップスは1993年7月19日にアトランタの実業家であるバート・エリス（Bert Ellis）と彼の新会社であるエリス・コミュニケーションズ（Ellis Communications）にWMC-AM-FM-TVを販売した。エリスは、故郷の長い間支配的な放送局のWSB-TVの長年のファンであり、同局にちなんで新しい放送グループのスタイルを設定した。エリスの下では、チャンネル5は、WSB-TVで現在使用されているものと同様の青と金の配色を採用した。WMCの兄弟のうちルイジアナ州シュリーブポートのKSLA-TVと、ノースカロライナ州ウィルミントンのWECTの2局は、ロゴスタイルも採用した。現在、3つの放送局すべてが同じロゴスタイルの修正バージョンを使用している。
次に、エリスは、1996年にリタイアメント・システムズ・オブ・アラバマによって形成され、その後レイコム・メディア（AFLACの放送ユニットも購入）と名付けられた新しい放送グループにWMCを売却しレイコムは、2000年にラジオ局をインフィニティ・ブロードキャスティングに売却した（現在、オーダシーが所有している）。

### グレイ・テレビジョンへの売却
2018年6月25日、アトランタに本拠を置くグレイ・テレビジョンは、レイコムと、それぞれの放送資産（WMC-TVを含むレイコムの63の既存の直営テレビ局とグレイの93のテレビ局からなる）をグレイの企業傘下で統合することで合意に達したと発表した。グレイの株主がレイコムが保有する優先株を取得した36億ドル相当の現金と株式の合併取引により、WMC-TVは、現在のレイコム姉妹局に加えて、CBS系列局のWVLT-TV、隣接するミシシッピ州メリディアンにあるCW系列局のWBXX-TV（当時、グレイの唯一のテネシー州のプロパティ。WTNZから分離している間も）、ABC/CW系列のWTOK-TVのテネシー州ノックスビル複占を含む近隣市場で新しい姉妹局を獲得した。売却は12月20日に承認され、2019年1月2日に完了した。

## 番組

### シンジケート番組
WMC-TVで見られるシンジケート番組には、『ザ・グッド・ディッシュ（The Good Dish）』、『ケリー・クラークソン・ショー』、『ホイール・オブ・フォーチュン』などがある。『ジェパディ!』のシンジケート版は、元々WMC-TVでローカルに放送されていたが、その後CBS系列のWREG-TVに移り、メンフィス地域は別々の放送局で『ホイール・オブ・フォーチュン』と『ジェパディ!』を放送する数少ないテレビ市場の1つになった。『レイチェル・レイ (トーク番組)』と『ライブ・ウィズ・ケリー・アンド・ライアン』は以前にWMC-TVで放送されていたが、どちらも現在はメンフィス市場で放送されていない。

### 過去の番組の先取りと延期
1960年代から1990年代にかけての多くのNBC系列と同様に、WMC-TVは、シンジケートトーク番組を支持して、少数のNBC番組、主にネットワークの昼間のラインナップのかなりの部分を先取りし始めたが、NBCの昼間のシット・コムの再放送はしばしば早朝（5:00〜6:00）に放送され続けた。NBCは従来、他のネットワークよりも先取に対する耐性がはるかに低かったものの、当時はNBCの最強の系列局の1つであったWMC-TVに満足していた。

### ローカル番組
1979年、『トゥデイ』の視聴者数を増やすために、WMCは『Wake-Up Call』というタイトルのリードインの朝の番組を制作した。最初の3年間は、WMCの長年のパーソナリティであるディック・ハーレイ（Dick Hawley）とペギー・ロルフェス（Peggy Rolfes）がホストを務めた。デニース・デュボア（Denise DuBois）は1982年にロルフェスに取って代わり、次の10年間共同ホストを務めた。1980年代半ばまでに、『Wake-Up Call』はアメリカのローカルテレビで最も視聴率の高いトーク番組であり、視聴者の52％を占めていた。
WMC-TVで人気のローカル番組は、アンカー/アナウンサーのディック「ミスター・マジック」ウィリアムズがホストを務める子供向けの生放送の観覧マジックシリーズ『マジックランド』で、1966年から1989年までウィリアムズが引退するまで日曜日10:00に放送された。「ギネスブック」には、テレビ史上最長のマジックシリーズとして引用されており、23年間で1200回のオリジナルエピソードを蓄積してきた。ウィリアムズは2020年に92歳で亡くなった。

### スポーツ番組
最初の放送の1つは、メンフィスのクランプ・スタジアムでのフットボールの試合だった。WMCTは、1950年代初頭に、スタジオからメンフィスのダウンタウンにある解体されたエリス・オーディトリアムまで通りを横切ってケーブルを張ることにより、当時は単に『チャンピオンシップ・レスリング』（後に1989年に『USWAチャンピオンシップ・レスリング』と呼ばれる）として知られていたものを最初に放送した。レスリングは、WHBQ-TVで数年間実施した後、1977年にチャンネル5に戻り、長年にわたって非常に人気のあるスタジオ内のプロレス番組が土曜日10:00から11:30まで生放送された。1980年代にチャンネル5で地元で制作された日曜日のスポーツ番組で有名になったジェリー「ザ・キング」ローラーなど、一部のレスラーは番組に参加したことで地域の有名人になった。『USWAチャンピオンシップ・レスリング』は、1997年に終了される前に、最終的にアメリカでこの種の最後の残りの番組になった。全国的なPGAツアーの放送が始まるずっと前に、WMC-TVはメンフィスオープンからプロゴルフの生中継を放送し、3台のカメラのリモートトラックが3つのグリーンからの様子を提供していた。

### ニュース運用
WMC-TVは現在、毎週41時間半のローカルで制作されたニュース番組を放送している（平日：6時間半、土・日曜日：4時間半）。ニュースルームは、2005年6月19日に亡くなった長年の従業員であるエド・グリーニー（Ed Greaney）にちなんで名付けられた。1949年、開局してからわずか2か月後にグリーニーはWMCTで勤務し始め、2000年後半に引退するまでチャンネル5で勤務した。
WMC-TVは、新聞社によって設立された放送局にふさわしく、ローカルニュースの伝統が強い。放送中の最初の40年間の大部分は、メンフィスの主要な放送局だった。しかし、ライバルのWREGは1980年代後半にギャップを埋め、次の20年間、2つの放送局はニールセン視聴率で活発な戦いを繰り広げた。WREGは、2006年2月のスイープ期間まで、元WHBQアンカーのクラウディア・バー（Claudia Barr）と元WMCの朝のアンカーであるリチャード・ランサム（Richard Ransom）を夕方のアンカーとして任命するまでWMCを追い越しなかった。それ以来、WREGは午前中、22:00、週末にWMCを打ち負かした。2013年5月のスイープ期間中、WREGのニュース番組は殆どの時間枠（17:00と18:00を除く）でWMCを上回ったが、WMCは18:00の時間枠でWREGを0.3ポイント上回った。2014年2月のスイープ中に、WMCは全ての時間枠で2位に落ち、WREGを数ポイント下回った。
2006年10月、WMCは、更新されたグラフィック及び音楽パッケージと共に、オーバーホールされたニュースセット（1995年以来の最初のセット更新）をデビューさせた。2008年7月2日、WMC-TVは、メンフィス市場で最初のテレビ局となり、テネシー州（ナッシュビルのWTVFに次ぐ）で2番目のテレビ局となり、ローカルニュースを高解像度で放送し始めた。
2011年8月22日、『オプラ・ウィンフリー・ショー』（同年5月に放送を終了）に取って代わり、同じ時間枠でWREGのニュース番組と競合する1時間の16:00のニュースをデビューさせた。2013年6月26日、最新天気予報・交通情報に重点を置いた、バウンスTV系列の2番目のデジタルサブチャンネルで7:00から8:00までの1時間の平日朝のニュースをデビューさせた。7:00から8:00のバウンスのニュース放送は2017年に終了した。2018年9月10日、平日朝のニュースを拡大し、4:00から30分間延長した。

#### 著名な元スタッフ
- デイブ・ブラウン（英語版） - 気象キャスター代表、『チャンピオンシップ・レスリング』ホスト（1977年 - 2015年）
- ジョビタ・ムーア（英語版） - ニュースリポーター。1998年にアトランタのWSB-TVに移籍（2021年に死去）
- ランス・ラッセル（英語版） - フリーランスのホスト。土曜日朝に生放送の『チャンピオンシップ・レスリング』ホストとして最もよく知られている（1977年にWHBQ-TV（英語版）から移籍。2017年に死去）
- ディック・ウィリアムズ（英語版） - 『マジックランド』ホスト（1966年 - 1989年、2020年に死去）

## 技術情報

### サブチャンネル
デジタル信号は多重化されている。
| チャンネル | 解像度 | アスペクト比 | ショートネーム | 番組編成                               |
| ---------- | ------ | ------------ | -------------- | -------------------------------------- |
| 5.1        | 1080i  | 16:9         | WMC-NBC        | メインWMC-TV番組/NBC                   |
| 5.2        | 480i   | 16:9         | Bounce         | バウンスTV                             |
| 5.3        | 480i   | 16:9         | Circle         | サークル                               |
| 5.4        | 480i   | 16:9         | Grit-TV        | グリット                               |
| 5.5        | 480i   | 16:9         | WMC-5          | Action News 5 Plus（ライブストリーム） |
| 5.6        | 480i   | 16:9         | This TV        | ディスTV                               |

### アナログ-デジタル変換
WMC-TVは、アナログからデジタルテレビへの連邦政府の義務付けられた移行の一環として、2009年6月12日0:01にVHFチャンネル5を介したアナログ信号の通常の番組を終了した。デジタル信号は、移行の結果として放送の使用から削除された高帯域UHFチャンネル（52〜69）の1つであった移行前のUHFチャンネル52から、移行後の操作のためにアナログ時代のVHFチャンネル5に再配置された。

## 市場外の放送範囲
WMC-TVは、テネシー州ジャクソンとアーカンソー州ジョーンズボロの2つの隣接するメディア市場で、NBCがこれらの市場のいずれの放送局とも提携していないため、ケーブル及び地上波のデフォルトのNBC系列局だった。2014年、WNBJ-LDはジャクソン地域のNBC系列局として開局した。WMC-TVは、ジャクソン・エネルギー・オーソリティ（Jackson Energy Authority）の地域のケーブルシステムにそのまま残っている。同システムは、WNBJの開局までナッシュビルのWSMVも実行していた。
2015年1月下旬、ジョーンズボロにあるWMCのABC系列の姉妹局KAIT（チャンネル8）は、2番目のサブチャンネルであるKAIT-DT2をジョーンズボロ地域のNBC系列に変換した。さらに、WMC-TVの地上波信号は、ジョーンズボロとジャクソンの両方に都市グレードの放送範囲を提供する。ミズーリ・ブーツヒールの最南端の2つの郡の中央部と南部でも、WMC-TVの信号を受信できる。